# Tony Cunningham
Thomas Anthony "Tony" Cunningham (n. 16 septembrie 1952, Workington, Anglia, Regatul Unit) este un om politic britanic, membru al Parlamentului European în perioada 1994-1999 din partea Regatului Unit.
1. 1 2 3  TheyWorkForYou
2. ↑  Deputații în Parlamentul European